# 1995–1996-os magyar női vízilabda-bajnokság
Az 1995–1996-os magyar női vízilabda-bajnokság a tizenharmadik magyar női vízilabda-bajnokság volt. A bajnokságban kilenc csapat indult el (melyek közül kettő külföldi volt), a csapatok két kört játszottak. Az alapszakasz után az 1-4. helyezettek play-off rendszerben játszottak a bajnoki címért. A külföldi csapatok nem vehettek részt a rájátszásban.

## Alapszakasz
| #  | Csapat                           | M  | Gy | D | V  | G+  | G-  | P  |
| -- | -------------------------------- | -- | -- | - | -- | --- | --- | -- |
| 1. | VIT-America-Hungerit-Szentesi SC | 16 | 15 | 0 | 1  | 255 | 65  | 30 |
| 2. | Vasas SC-Petroland               | 16 | 14 | 0 | 2  | 196 | 58  | 28 |
| 3. | BVSC-Rico                        | 16 | 13 | 0 | 3  | 189 | 84  | 26 |
| 4. | VK Bečej                         | 16 | 9  | 1 | 6  | 157 | 117 | 19 |
| 5. | Dunaújvárosi VSE                 | 16 | 7  | 1 | 8  | 99  | 112 | 15 |
| 6. | Kecskeméti VSC                   | 16 | 6  | 0 | 10 | 147 | 167 | 12 |
| 7. | ÚVMK Eger                        | 16 | 4  | 0 | 12 | 86  | 178 | 8  |
| 8. | OSC                              | 16 | 2  | 0 | 14 | 57  | 224 | 4  |
| 9. | ŠKP Košice                       | 16 | 1  | 0 | 15 | 77  | 258 | 2  |

* M: Mérkőzés Gy: Győzelem D: Döntetlen V: Vereség G+: Dobott gól G-: Kapott gól P: Pont

## Rájátszás
Elődöntő: VIT-America-Hungerit-Szentesi SC–Dunaújvárosi VSE 22–2, 16–2 és Vasas SC-Petroland–BVSC-Rico 7–9, 4–5
Döntő: VIT-America-Hungerit-Szentesi SC–BVSC-Rico 9–6, 12–5
A bajnok Szentes játékoskerete: Debreczeni Beáta, Huff Zsuzsanna, Kádár Noémi, Pengő Ágnes, Sipos Anett, Sipos Edit, Stieber Mercédesz, Szabó Bernadett, Szremkó Krisztina, Tóth Gabriella, Tóth Noémi, Vér Adrienn, Vincze Edit, vezetőedző: Tóth Gyula